# Bassareus mammifer
Espèce
Synonymes
- Cryptocephalus mammifer Newman, 1840

Bassareus mammifer est une espèce de coléoptères de la famille des Chrysomelidae qui se rencontre depuis le centre jusqu'à l'Est de l'Amérique du Nord. Il peut atteindre environ 5 mm de long.

## Description
Sa livrée est noire, maculée de larges taches blanches et orange. La taille des taches varie grandement, surtout au niveau du pronotum. Son pronotum est conique, ample et deux fois plus large que long. Le limbe antérieur est marginé de beige, les flancs sont maculés de quatre petites taches, et le centre est orné de deux grandes macules blanches. Ses élytres forment un rectangle aux coins arrondis, environ 30 % plus long que large. Ils sont maculés de quatre grandes taches orangeâtres et six autres petites taches dans la partie basale. Ses élytres présentent de grossières ponctuations qui s'alignent parallèlement pour finalement converger vers la pointe des élytres.
Ses antennes sont fines et légèrement plus longues que le corps. Les quatre premiers articles sont jaune orange, les autres antennomères brun foncé. Son abdomen est proéminent, la pointe apicale évasée, presque rectangulaire. Ses pattes sont noires, aux fémurs assez robustes.

## Répartition
Il se rencontre depuis le Maine jusqu'aux Grands Lacs, de la Caroline du Sud jusqu'au Texas.

## Alimentation
Il se nourrit de plantes appartenant à onze familles.

## Confusions possibles
L'espèce Bassareus mammifer peut être confondue avec les espèces suivantes :
- Pachybrachis subfasciatus qui présente un pronotum dépourvu de taches ;
- Pachybrachis tridens qui se distingue à son pronotum blanc, maculé de trois taches ;
- Cryptocephalus quadruplex.

## Galerie

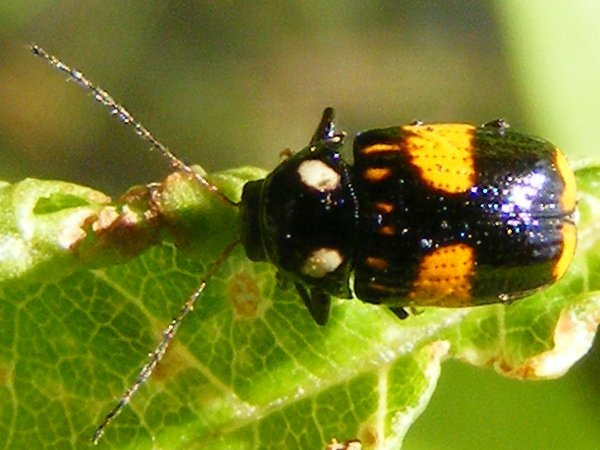
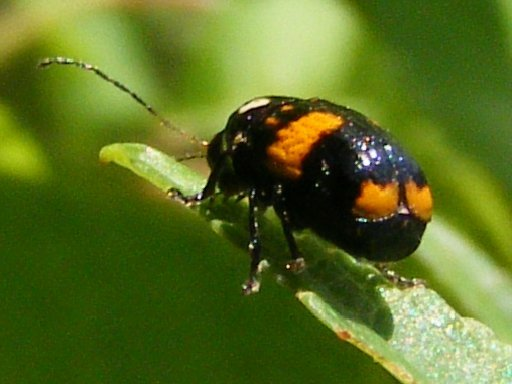
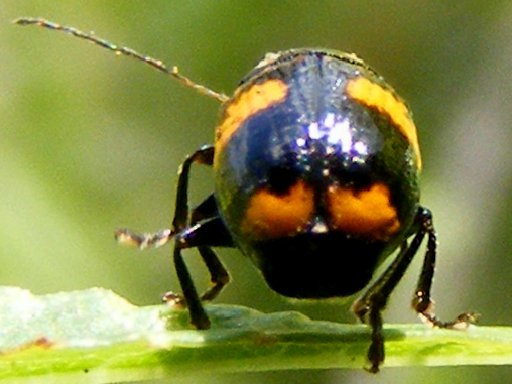